# Metcalfe County
Metcalfe County is een county in de Amerikaanse staat Kentucky.
De county heeft een landoppervlakte van 753 km² en telt 10.037 inwoners (volkstelling 2000). De hoofdplaats is Edmonton.

## Bevolkingsontwikkeling

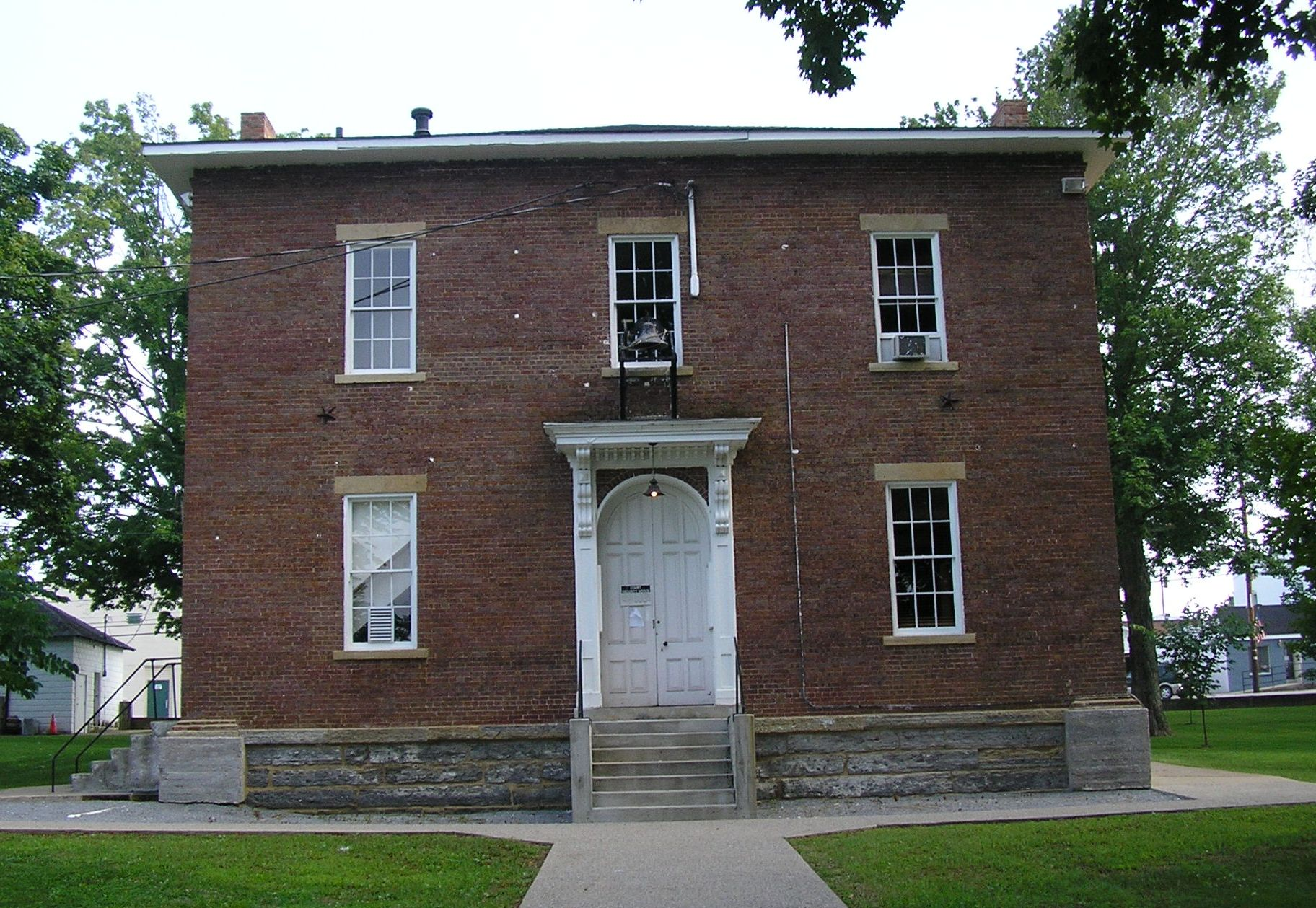
Metcalfe County Courthouse